# José Miguel Morales Martínez
José Miguel Morales Martínez (Barcelona, 26 de desembre de 1976) és un exfutbolista català, que jugava en la demarcació de porter.

## Trajectòria
Morales es va iniciar al futbol base de la UDA Gramenet i després va passar a la CF Damm en etapa juvenil, per tornar novament a l'equip colomenc. També va jugar al Torre Baró, a Primera Territorial, aconseguint un ascens a Preferent. A Tercera, va jugar al Santboià, al CE Mataró (equip amb el qual va pujar a Segona B i posteriorment al Terrassa FC, amb el qual va disputar vuit temporades, tres de les quals a Segona A, i on va assolir la capitania de l'equip. Des de 2008 és el porter titular del UE Sant Andreu, a Segona B.
Va debutar amb la selecció catalana davant de la Xina el 28 de desembre de 2002, jugant també contra Argentina el 2004, País Basc el 2007, i Colòmbia el 2008.

## Palmarès
- 3 Copes Catalunya: 2001-02, 2002-03 i 2008-09.[1]